# Dil·lènides
Dillenidae és una subclasse de plantes dicotiledònies amb l'únic requeriment d'incloure-hi la família Dilleniaceae. Es caracteritzen pel fet de tenir flors cícliques amb desdoblament centrífug; corol·la gairebé sempre dialipètala (de vegades simpètala i apètales).
El fa servir el sistema Cronquistde classificació de les plantes. En la seva versió de 1981 la circumscripció era:
- subclasse Dilleniidae
ordre Dilleniales
ordre Theales
ordre Malvales
ordre Lecythidales
ordre Nepenthales
ordre Violales
ordre Salicales
ordre Capparales
ordre Batales
ordre Ericales
ordre Diapensiales
ordre Ebenales
ordre Primulales

El grup és polifilètic El sistema de classificació APG II no usa noms botànics formals per sobre del rang Ordre però assigna aquestes plantes en els clades asterids i rosids.